# Pholidota missionariorum
Pholidota missionariorum là một loài thực vật có hoa trong họ Lan. Loài này được Gagnep. miêu tả khoa học đầu tiên năm 1931.